# Eupithecia casloata
Eupithecia casloata là một loài bướm đêm trong họ Geometridae.